# Censure (statistiques)
Pour les articles homonymes, voir Censure (homonymie).
En fiabilité, la censure est le fait de prendre en compte des systèmes non-défaillants pour établir la loi de fiabilité. Plus généralement, le terme s'applique lorsque l'on ne connaît pas avec précision la date de défaillance, soit que la défaillance ne soit pas encore survenue, soit qu'elle n'ait pas été enregistrée avec précision.
La censure est une information qui doit être intégrée dans le modèle de fiabilité, même si cette information est moins riche qu'un instant de défaillance défini.

## Types de censure
Considérons que l'on suit une population de n systèmes, et que l'on enregistre l'instant de première défaillance au cours du temps. On distingue plusieurs types de censure.

### La censure à droite
On arrête de suivre la population à un instant donné, et à ce moment-là, certains systèmes sont encore en fonctionnement. Par exemple :
- on a mis des systèmes en service, et l'on désire faire un état des lieux à un instant t pour pouvoir anticiper ;
- on a mis des systèmes en test sur des bancs d'essai, et on impose une limite de temps pour des raisons financières (coût de l'essai, délais avant mise sur le marché du produit testé).

### La censure à gauche
À un instant t, on constate qu'un certain nombre de systèmes sont défaillants, mais on ne sait pas avec précision à quel moment est survenue la défaillance.

### Censure par intervalle
On sait que des systèmes ont connu une défaillance entre deux instants t1 et t2, mais on ne sait pas exactement à quel moment dans cet intervalle.